# ビール・ゴーグル効果
ビール・ゴーグル効果（ビール・ゴーグルこうか、英語: Beer goggles）とは、ビールを飲めば飲むほど性的な欲求に対する抑制力が低下する効果に対する俗語で、同様の単語としてステラビジョン (Stellavision) 、ビアグラス (Beerglasses) 、サイダーバイザー (The Cider Visor) などがある。

## 概要

### 実験
2008年1月、ペンシルベニア州エバーリー大学 (Eberly College) の神経科学者はキイロショウジョウバエの性的行為に対するアルコールの影響の実験結果を発表した。毎日のエタノール投与を繰り返すことによって、オスのキイロショウジョウバエはオスまたはメスのキイロショウジョウバエを求めた。これは相互男性求愛行動が脳神経の間でドーパミン伝達を必要とした際に連日のアルコール暴露の影響で奨励されることが観測された。

### 人間への影響
この研究は「科学的長所がない」という理由で批判されたが、ボシュロムに支援されて研究は続いている。

### ビール・ゴーグルに関する作品
これに関して書かれた歌は多数存在し、主なものとしてスマッシュ・マウス (Smash Mouth) の「Beer Goggles」、それにラグワゴン (Lagwagon) の「Beer Goggles」、ロブ・ビードル・トライアングル・バンドによるニール・マッコイ (Neal McCoy) の「Billy's Got His Beer Goggles On」及び「She Had No Teeth」、他にはリュダクリスの「One More Drink」という曲も該当する。
ビール・ゴーグルが登場するシーンとして最も教育的なものは2006年のブロークン・リザード (Broken Lizard) 製作の映画「Beerfest」での一場面で、バリー（ジェイ・チャンドラセカール (Jay Chandrasekhar) ）はチェリーを殴った後一緒にベッドで寝ている。バリーは非常に酔っているので彼女が魅力的だと考えるだけではなく、それを疑わない。
BBCの番組であるパネルショー「QI」ではスティーヴン・フライが学者のアラン・デイブス (Alan Davies) にどんなビール・ゴーグルがあるかと言われた。フィル・ジュピタス (Phill Jupitus) は話に割り込み、酔わせられるとスティーヴン・フライが代わりにマデイラ (Madera) の鼻メガネを開発することを示した。

### 映像を歪める装置
警察署の中には文字通りビール・ゴーグルを所有しているところもある。ビール・ゴーグルは酩酊の度合いで映像を歪める。これらは主に飲酒運転という危険行為を未成年者に教育する教育プログラムの中で使用される。

### マンチェスター大学の数式
| β = (An)^2 × d(S+1) / √L × (Vo)^2                            |
| ------------------------------------------------------------ |
| An = アルコール消費量                                        |
| S = 空気の汚れ                                               |
| L = 対象女性に対する照明の照射量                             |
| Vo = 視力                                                    |
| D = 女性との距離                                             |
| β = ビール・ゴーグル効果の大きさを示す値 （1以下 - 100以上） |

「ビールをどれだけ飲めば魅力的でない女性が魅力的に見えるか」という命題に対し、イギリスのマンチェスター大学の研究者グループが算出した数式である。これはBBCニュースでも報道された。
記事中の例では、通常の視力を持つ男性がビールを約3リットル（2.84130625リットル、5パイント）飲んだとき、煙っぽく汚れた空気の薄暗い部屋で1.5メートルの距離で女性を見るとβは55になるとし、この男性は適切にビール・ゴーグルの影響を被るとしている。
βが1未満のときは数式は全く影響しない。1から50の間の数値で普段つまらないと感じる人物はより「目視が不快でなくなる」ように見え、魅力的でない女性はこの効果が51から100のとき魅力的に見え、これが100以上になるとスーパーモデル級の女性であるように感じられる。